# Midnight, Texas
Midnight, Texas – amerykański serial telewizyjny (dramat fantasy) wyprodukowany przez Hentemann Films, David Janollari Entertainment oraz Universal Television, który jest luźną adaptacją trylogii o tym samym tytule autorstwa Charlaine Harris. Serial jest emitowany od 24 lipca 2017 roku przez NBC.

W Polsce serial jest emitowany od 1 września 2017 roku przez AXN Black.
W połowie grudnia 2018, NBC zdecydowało o anulowaniu serialu po dwóch sezonach.

## Fabuła
Serial opowiada o miasteczku, w którym żyją wampiry, wiedźmy, zabójcy na zlecenie. Wszyscy za wszelką cenę bronią swojego miasta.

## Obsada
- François Arnaud jako Manfred Bernardo[4]
- Dylan Bruce jako Bobo Winthrop[5]
- Parisa Fitz-Henley jako Fiji Cavanaugh
- Arielle Kebbel jako Olivia[6]
- Jason Lewis jako Joe Strong
- Sarah Ramos jako Creek[7]
- Peter Mensah jako Lemuel
- Yul Vazquez jako Rev. Emilio Sheehan
- Sean Bridgers jako szeryf

## Odcinki
| Sezon | Sezon | Odcinki | Oryginalna emisja NBC | Oryginalna emisja NBC | Oryginalna emisja AXN Black | Oryginalna emisja AXN Black | Oryginalna emisja AXN Black |
| Sezon | Sezon | Odcinki | Premiera sezonu       | Finał sezonu          | Premiera sezonu             | Finał sezonu                |                             |
| ----- | ----- | ------- | --------------------- | --------------------- | --------------------------- | --------------------------- | --------------------------- |
|       | 1     | 10      | 24 lipca 2017         | 18 września 2017      | 1 września 2017             | 3 listopada 2017            |                             |
|       | 2     | 9       | 26 października 2018  | 28 grudnia 2018       | —                           | —                           |                             |

### Sezon 1 (2017)
| Nr | #  | Tytuł                       | Reżyseria         | Scenariusz                | Premiera NBC     | Premiera AXN Black   |
| -- | -- | --------------------------- | ----------------- | ------------------------- | ---------------- | -------------------- |
| 1  | 1  | Pilot                       | Niels Arden Oplev | Monica Owusu-Breen        | 24 lipca 2017    | 1 września 2017      |
| 2  | 2  | Bad Moon Rising             | David Solomon     | Monica Owusu-Breen        | 31 lipca 2017    | 8 września 2017      |
| 3  | 3  | Lemuel, Unchained           | David Solomon     | Turi Meyer & Al Septien   | 7 sierpnia 2017  | 15 września 2017     |
| 4  | 4  | Sexy Beast                  | Steve Shill       | Liz Sagal                 | 14 sierpnia 2017 | 22 września 2017     |
| 5  | 5  | Unearthed                   | Milan Cheylov     | Brynn Malone              | 21 sierpnia 2017 | 29 września 2017     |
| 6  | 6  | Blinded by the Light        | Nick Gomez        | Mark H. Kruger            | 28 sierpnia 2017 | 6 października 2017  |
| 7  | 7  | Angel Heart                 | Mairzee Almas     | Larry Caldwell, Liz Sagal | 4 września 2017  | 13 października 2017 |
| 8  | 8  | Last Temptation of Midnight | Kevin Tancharoen  | Monica Owusu-Breen        | 11 września 2017 | 20 października 2017 |
| 9  | 9  | Riders on the Storm         | Greg Beeman       | Al Septien, Turi Meyer    | 13 września 2017 | 27 października 2017 |
| 10 | 10 | The Virgin Sacrifice        | David Solomon     | Monica Owusu-Breen        | 18 września 2017 | 3 listopada 2017     |

### Sezon 2 (2018-2019)
| Nr | # | Tytuł                                 | Reżyseria       | Scenariusz                               | Premiera NBC         | Premiera AXN Black |
| -- | - | ------------------------------------- | --------------- | ---------------------------------------- | -------------------- | ------------------ |
| 11 | 1 | Head Games                            | Tim Andrew      | Eric Charmelo,Nicole Snyder              | 26 października 2018 |                    |
| 12 | 2 | The Monster of the Week is Patriarchy | Tim Andrew      | Brynn Malone                             | 2 listopada 2018     |                    |
| 13 | 3 | To Witch Hell And Back                | Rob Greenlea    | Turi Meyer, Alfredo Septién              | 9 listopada 2018     |                    |
| 14 | 4 | I Put a Spell On You                  | Rob Greenlea    | Ken Hanes                                | 16 listopada 2018    |                    |
| 15 | 5 | Drown the Sadness in Chardonnay       | Stacey K. Black | Katie Lunskis                            | 30 listopada 2018    |                    |
| 16 | 6 | No More Mr. Nice Kai                  | PJ Pesce        | Deirdre Mangan                           | 7 grudnia 2018       |                    |
| 17 | 7 | Resting Witch Face                    | Neema Barnette  | Kelli Breslin                            | 14 grudnia 2018      |                    |
| 18 | 8 | Patience Is a Virtue                  | Barbara Brown   | Alfredo Septién, Turi Meyer              | 21 grudnia 2018      |                    |
| 19 | 9 | Yasss, Queen                          | Nick Gomez      | Eric Charmelo, Nicole Snyder, Even Twohy | 28 grudnia 2018      |                    |

## Produkcja
W lutym 2016 roku, poinformowano, że do obsady dołączyli: Dylan Bruce jako Bobo Winthrop i Arielle Kebbel jako Olivia.
W kolejnym miesiącu, ogłoszono, że w rolę  Manfreda Bernardo i Creek otrzymali: François Arnaud, Sarah Ramos.
13 maja 2016 roku, stacja NBC ogłosiła zamówienie pierwszego sezonu serialu, którego premiera była zaplanowana na lato 2017 roku.
W połowie lutego 2018 roku, stacja NBC oficjalnie zamówiła drugi sezon serialu, w którym nowymi showrunnerami zostali: Eric Charmelo i Nicole Snyder.